# Gilbert Chomat
Gilbert Chomat (21 de janeiro de 1931 - 18 de agosto de 1970) foi um aviador de origem francesa. Participou em diversos filmes como duplo (dublê) de aviador e piloto de helicópteros.

## Filmografia
- 1971 : Zeppelin de Etienne Périer
- 1971 : A Guerra de Murphy de Peter Yates
- 1970 : Darling Lili de Blake Edwards
- 1969 : Dois homens em fuga de Joseph Losey
- 1968 : Villa Rides de Buzz Kulik
- 1967 : Só se vive duas vezes de Lewis Gilbert
- 1967 : O Bobo de Robert Parrish
- 1967 : Viagem a dois de Stanley Donen
- 1966 : Grande Prêmio de John Frankenheimer
- 1966 : A Bíblia de John Huston
- 1966 : O Crepúsculo das Águias de John Guillermin
- 1966 : Os Gloriosos Malucos das Máquinas Voadoras de Ken Annakin
- 1965 : La Mélodie du bonheur de Robert Wise
- 1965 : A Batalha das Ardenas de Ken Annakin
- 1962 : O Dia mais longo de Ken Annakin, Andrew Marton, Bernhard Wicki, Gerd Oswald e Darryl F. Zanuck
- 1960: Viagem de balão de Albert Lamorisse